# Megophrys ligayae
Megophrys ligayae es una especie  de anfibios de la familia Megophryidae.

## Distribución geográfica
Se encuentra en las Filipinas, concretamente en las islas de Balabac y Palawan.

## Estado de conservación
Se encuentra amenazada de extinción por la pérdida de su hábitat natural.